# Copa SheBelieves 2021
La Copa SheBelieves 2021 fue la sexta edición de la Copa SheBelieves, un torneo de fútbol femenino celebrado en los Estados Unidos, organizado por la United States Soccer Federation y al que se accede por invitación. Se llevó a cabo del 18 al 24 de febrero.
En un principio los equipos participantes iban a ser Brasil, Canadá, Estados Unidos y Japón. Luego se anunció que Argentina reemplazaría a las japonesas debido al incremento en casos de COVID-19 en Japón. Argentina y Canadá jugaron por primera vez este torneo.

## Equipos
| Equipo         | FIFA Rankings (diciembre de 2020) |
| -------------- | --------------------------------- |
| Estados Unidos | 1                                 |
| Brasil         | 8                                 |
| Canadá         | 8                                 |
| Argentina      | 31                                |

## Organización

### Sedes
| Exploria Stadium                    |
| Capacidad: 25.500                   |
| Exploria Stadium (Orlando, Florida) |
| Orlando                             |

### Formato
Los cuatro equipos participantes jugarán un todos contra todos. Los puntos obtenidos en la fase de grupos seguirán la fórmula estándar de tres puntos para una victoria, un punto para un empate y cero puntos para una derrota.

## Resultados
| Pos. | Equipo                | Pts. | PJ | G | E | P | GF | GC | Dif. |
| ---- | --------------------- | ---- | -- | - | - | - | -- | -- | ---- |
| 1    | Estados Unidos (H, C) | 9    | 3  | 3 | 0 | 0 | 9  | 0  | +9   |
| 2    | Brasil                | 6    | 3  | 2 | 0 | 1 | 6  | 3  | +3   |
| 3    | Canadá                | 3    | 3  | 1 | 0 | 2 | 1  | 3  | −2   |
| 4    | Argentina             | 0    | 3  | 0 | 0 | 3 | 1  | 11 | −10  |

 Fuente: USSoccer.com

### Partidos
- Los horarios corresponden a la hora del este (ET): UTC-5

| 18 de febrero, 16:00 | Brasil                                                   | 4:1 (1:0) | Argentina       | Exploria Stadium, Orlando                                 |                                                           |
|                      | Marta 30' (pen.) · Debinha 47' · Adriana 54' · Geyse 84' | Reporte   | Larroquette 60' | Asistencia: 1119 espectadores Árbitra: Ekaterina Koroleva | Asistencia: 1119 espectadores Árbitra: Ekaterina Koroleva |

| 18 de febrero, 19:00 | Estados Unidos | 1:0 (0:0) | Canadá | Exploria Stadium, Orlando                               |                                                         |
|                      | Lavelle 79'    | Reporte   |        | Asistencia: 3104 espectadores Árbitra: Francia González | Asistencia: 3104 espectadores Árbitra: Francia González |

| 21 de febrero, 15:00 | Estados Unidos          | 2:0 (1:0) | Brasil | Exploria Stadium, Orlando                             |                                                       |
|                      | Press 11' · Rapinoe 88' | Reporte   |        | Asistencia: 4000 espectadores Árbitra: Melissa Borjas | Asistencia: 4000 espectadores Árbitra: Melissa Borjas |

| 21 de febrero, 18:00 | Argentina | 0:1 (0:0) | Canadá            | Exploria Stadium, Orlando                         |                                                   |
|                      |           | Reporte   | Stratigakis 90+2' | Asistencia: 1348 espectadores Árbitra: Tori Penso | Asistencia: 1348 espectadores Árbitra: Tori Penso |

| 24 de febrero, 16:00 | Canadá | 0:2 (0:2) | Brasil                    | Exploria Stadium, Orlando                              |                                                        |
|                      |        | Reporte   | Debinha 15' · Bianchi 39' | Asistencia: 1409 espectadores Árbitra: Danielle Chesky | Asistencia: 1409 espectadores Árbitra: Danielle Chesky |

| 24 de febrero, 19:00 | Estados Unidos                                                    | 6:0 (4:0) | Argentina | Exploria Stadium, Orlando                                   |                                                             |
|                      | Rapinoe 16', 26' · Lloyd 35' · Mewis 41' · Morgan 84' · Press 88' | Reporte   |           | Asistencia: 3702 espectadores Árbitra: Marianela Araya Cruz | Asistencia: 3702 espectadores Árbitra: Marianela Araya Cruz |

|                                   |
| Bandera de Estados Unidos         |
| Campeón Estados Unidos 4.º título |

## Goleadoras
3 goles
- Megan Rapinoe

2 goles
- Debinha
- Christen Press

1 gol
- Mariana Larroquette
- Adriana
- Julia Bianchi
- Geyse
- Marta
- Sarah Stratigakis
- Rose Lavelle
- Carli Lloyd
- Kristie Mewis
- Alex Morgan